# چارلز دیرکوپ
چارلز دیرکوپ (انگلیسی: Charles Dierkop؛ زادهٔ ۱۱ سپتامبر ۱۹۳۶) هنرپیشه و کمدین اهل ایالات متحده آمریکا است. وی از سال ۱۹۶۱ میلادی تاکنون مشغول فعالیت بوده‌است.
از فیلم‌ها یا برنامه‌های تلویزیونی که وی در آن نقش داشته‌است می‌توان به نیش، بوچ کسیدی و ساندنس کید، کشتار روز ولنتاین، سواری شیرین و پوند اشاره کرد.